# W. G. Grace
William Gilbert Grace, dit W. G. Grace, est un joueur de cricket anglais né le 18 juillet 1848 à Downend et mort le 23 octobre 1915 à Mottingham. Souvent cité parmi les meilleurs joueurs de l'histoire de son sport, il a eu un rôle essentiel dans la popularisation du cricket et est à l'origine de certaines techniques de batteur. Il a commencé à jouer à partir de 1865, alors âgé de 16 ans, et a arrêté sa carrière de sportif en 1908, à 59 ans.
« All-rounder », c'est-à-dire utilisé à la fois pour ses qualités de batteur et de lanceur, il accumule plus de 54 000 courses et plus de 2 800 guichets en cricket « first-class » au cours d'une carrière étalée sur quarante-quatre saisons.
Médecin de profession, celui qui est surnommé « The Doctor » est amateur de manière nominale durant toute sa carrière mais gagne plus d'argent grâce à son sport que ses contemporains professionnels.
Il dispute 22 test-matchs avec l'équipe d'Angleterre, le premier en 1880 à l'âge de 32 ans et le dernier en 1899, à 51 ans.

## Bilan sportif

### Statistiques
En août 1876, Grace devient le premier joueur à réussir un triple-century (un score supérieur à 300 courses en une manche) en first-class cricket, une performance qu'il réédite quelques jours plus tard.
Son total de courses en first-class cricket, plus de 54 000, est le cinquième plus élevé de tous les temps,.
Il est le joueur capitaine d'une équipe en Test cricket à l'âge le plus élevé : il a plus de cinquante ans lorsqu'il mène l'équipe d'Angleterre en 1899.

## Gains
Malgré son statut d'amateur, Grace gagne plus d'argent grâce au cricket que ses contemporains professionnels.

## Honneurs
W. G. Grace a été désigné Wisden Cricketers of the Year en 1896. Il est l'un des trois joueurs à avoir reçu cette distinction seuls l'année où ils ont été choisis, alors que traditionnellement cinq joueurs sont désignés.